# Práctica docente

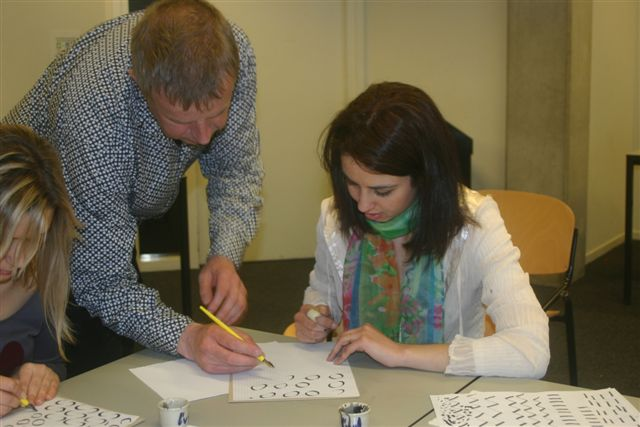
La práctica docente

La práctica docente es el estudio de la didáctica, y el espacio empírico para contrastar las teorías sobre las prácticas de aula y a su vez, corresponde realizar desde ellas una permanente reflexión.

## Elementos de la práctica docente
El docente se presenta como un profesional con dominio de saberes complejos capacitado para tomar decisiones en un contexto concreto a través de distintos elementos en su práctica docente.
Una práctica, no se limita a su dimensión operatoria y ésta tampoco se limita a la obtención de un resultado, sino que supone igualmente la identificación de elementos que conforman la producción de ese resultado, el proceso de transformación de lo real.
- La reflexión:

Permite seleccionar las alternativas más adecuadas para la intervención pedagógica que permita el proceso de mejora continua de la enseñanza-aprendizaje.
"El proceso de reflexión en la acción es un proceso vivo de intercambios, acciones y reacciones, gobernadas intelectualmente en el fragor de interacciones más complejas y totalizadoras. Con sus dificultades y limitaciones, es un proceso de extraordinaria riqueza en la formación del profesional práctico.
Puede considerarse el primer espacio de confrontación empírica de los sistemas teóricos y de las creencias implícitas con los que el profesional se enfrenta a la realidad problemática. En este contraste con la realidad se confirman o refutan los planteamientos previos y, en cualquier caso, se corrigen, modelan y depuran sobre la marcha "
- El marco teórico:

Es importante el planteo de un marco teórico desde el cual se realiza el análisis de la práctica de aula, al igual que deben explicitarse los criterios de observación, la determinación de la metodología y selección de procedimientos.

## Evolución de la práctica docente
Durante mucho tiempo se consideró que el aprendizaje de una práctica, se podía realizar a través de la imitación de quienes eran experimentados en la misma. Los avances teóricos y la mayor comprensión de los problemas que pueden presentarse en el ejercicio de una práctica dieron lugar a la formación teórica necesaria para diversos desempeños.

### El enfoque tradicional
El enfoque tradicional propiamente dicho y el tecnocrático suponía que era suficiente que un futuro práctico aprendiera primero los conocimientos que fundamentan una práctica y que después realizara el ejercicio supervisado de la misma. Subyace una concepción del práctico como técnico u operario que debe saber emplear los conocimientos producidos por los teóricos, al igual que considera que hay una sola manera de hacerlo y que no está atravesada por la subjetividad del actor.

### El enfoque constructivista
La racionalidad técnica no ha podido explicar cómo se toman decisiones en situaciones prácticas caracterizadas por la incertidumbre, la singularidad, los conflictos de valores. Es necesario  que el práctico reconozca y evalúe la situación y a partir de conocimiento elabore nuevas respuestas para cada situación profesional. La racionalidad práctica representa entonces una concepción constructivista de la misma.

### El enfoque constructivista-crítico
En las últimas tres décadas comienza un significativo desarrollo teórico y de programas de investigación en los cuales se asume que es imposible actuar sin pensar.
Los conceptos de Schön de conocimiento en acción, reflexión en acción y reflexión sobre la acción y sobre la reflexión en acción permiten comprender el proceso de construcción del conocimiento profesional y superar la concepción clásica de reflexión, limitada a procesos de evaluación, planificación y toma de conciencia de los procesos cognitivos realizados.
En el mismo sentido Stenhouse  comparte estos enfoques al enfatizar la necesidad de que el docente se convierta en un investigador en el aula, destacando el carácter constructivista de la acción docente, al considerar al profesor como un profesional reflexivo quien construye su propio conocimiento profesional.
Tanto el enfoque práctico o hermenéutico-reflexivo, como el crítico (Schön) y el de la complejidad Morin surgen en oposición a la manera tradicional y tecnocrática de entender la práctica y de orientar su aprendizaje.

## Análisis de la práctica docente
Para efectuar el análisis de la práctica de aula es preciso visualizar las dimensiones que se constituirán en una guía para dicho análisis.
En particular desde una concepción constructivista del aprendizaje y la enseñanza, se entiende que: 
"Aprender supone construir y reconstruir de forma personal representaciones del mundo asociadas a la cultura de un cierto grupo social,
y enseñar supone ofrecer ayudas lo más ajustadas posible que guíen y orienten ese aprendizaje." p. 260)

### Líneas de análisis
Existen varias líneas de análisis de la práctica docente, entre ellas:
- Intenciones educativas (planificación).
- Ajuste entre las actividades y tareas propuestas a lo largo de la secuencia de enseñanza.
- Uso autónomo y autorregulado de los contenidos.[5]

## Funciones de las prácticas de formación
Para ser comprendidas las prácticas de formación se pueden distinguir tres grandes grupos:
- Las formaciones certificantes y calificantes, aseguran a los individuos que ellas conllevan un cambio de su posición social o profesional.
- La formación de inserción social o profesional que le permite a los implicados ocupar una posición en un campo en el cual no estaban presentes.
- Las formaciones de desarrollo (mantenimiento, reciclaje, perfeccionamiento) que aseguran a los implicados un aumento de sus competencias, eficacia o dominio en una posición.[2]